# Novothymbris zealandica
Novothymbris zealandica är en insektsart som beskrevs av Myers 1923. Novothymbris zealandica ingår i släktet Novothymbris och familjen dvärgstritar. Inga underarter finns listade i Catalogue of Life.